# Gladys Davis
Gladys Davis   (Chiswick, 29 de juliol de 1893 - Bristol, 23 de maig de 1965) va ser una tiradora d'esgrima anglesa, especialista en floret, que va competir durant la dècada de 1920.
El 1924 va prendre part en els Jocs Olímpics de París, on guanyà la medalla de plata en la competició de floret individual del programa d'esgrima.